# Суперкубок Німеччини з футболу 2025
Суперкубок Німеччини з футболу 2025 — 16-й розіграш турніру після його відновлення (31-й розіграш, враховуючи офіційні та не офіційні матчі турніру). Матч відбувся 16 серпня 2024 року на стадіоні «МХП-Арена» в місті Штутгарт між чемпіоном Німеччини «Баварією» та володарем кубка Німеччини «Штутгартом».
| Володар Суперкубка Німеччини 2025 |
| --------------------------------- |
|                                   |
| «Баварія» Одинадцятий титул       |

## Передмова
| Клуб     | Попередні виступи (жирним виділено переможців)                                                            |
| -------- | --- |
| Штутгарт | 2 (1992, 2024)                                                                                            |
| Баварія  | 17 (1987, 1989, 1990, 1994, 2010, 2012, 2013, 2014, 2015, 2016, 2017, 2018, 2019, 2020, 2021, 2022, 2023) |

## Матч

### Деталі
| 16 серпня 2025 21:30 CEST |

| Штутгарт       | 1:2      | Баварія           |
| -------------- | -------- | ----------------- |
| Левелінг 90+3' | Протокол | Кейн 18' Діас 77' |

| МХП-Арена, Штутгарт Глядачів: 60 000 Арбітр: Гарм Осмерс |

|  |  |